# ستولات
ستولات (به بلغاری: Stolat) یک منطقهٔ مسکونی در بلغارستان است که در استان گابرووو واقع شده‌است.